# ۳۶۱ درجه
۳۶۱ درجه (انگلیسی: 361 Degrees) یک کارخانه تولید تجهیزات ورزشی است. مقر آن کشور چین می‌باشد و در سال ۲۰۰۳ تأسیس شده‌است. این شرکت کفش ورزشی، پوشاک، تجهیزات ورزشی و لوازم جانبی ورزشی تولید می‌کند.۳۶۱ درجه از جمله برند های اورجینال چین می باشد که کپی ندارد.
۳۶۱ درجه طبق استاندارد ملی چین GB/T در سال ۲۰۱۳ وارد بازار جهانی شد و بازخورد زیادی پیدا کرد به طوری که در سه سفارش اورپا ، آمریکا و آسیا فعالیتش گسترده شد.
این شرکت تولیدکننده اصلی پوشاک ورزشی کاروان ورزشی چین در المپیک ۲۰۰۸ و ۲۰۱۲ بوده‌است. و در واقع برند اصلی تولید کفش و پوشاک ورزشی در کشور چین است.
این برند در مسابقات آسیایی 2010، 2014، 2018 از حامیان بوده است و اخیراً به عنوان اسپانسر رسمی مسابقات آسیایی 2022 معرفی شده است.
در سال 2016 برند 361 درجه به عنوان حامی المپیک ریو معرفی شد.
361 درجه هم اکنون حدود 8 هزار نمایندگی در سرتاسر دنیا دارد.

## فعالیت ها در ایران
در سال ۱۳۹۴ طبق قراردادی این کارخانه تولید لباس باشگاه فوتبال استقلال تهران را برعهده گرفت. 
نمایندگی های برند 361 در ایران در شهرهایی مانند تهران، اصفهان، شیراز، بندرعباس، کرمان، کیش، مشهد، کرج و منطقه آزاد انزلی و.... وجود دارند. این برند در حدود 27 نمایندگی در ایران دارد.

## فعالیت ها در اروپا
دفتر مرکزی برند 361 درجه در اروپا واقع در آمستردام هلند است. 361 درجه با سیاست برندینگ متفاوت با دعوت از مردم عادی آن هارا به ورزش و تبدیل شدن به به سفیر برند 361 درجه تبدیل شوند. این دیدگاه سعی در معرفی این برند در میان مردم عادی و ترویج ورزش در میان آن هاست.

## فعالیت ها در آمریکا
361 درجه در آمریکا با استفاده از ورزشکاران حرفه ای به معرفی برند خود پرداخته است.
در آخرین مورد ارن گاردن بسکتبالیست مطرح لیگ حرفه ای بسکتبال آمریکا به جمع سفیران این برند پیوست. تا پیش از این کوین لاو سفیر برند 361 در NBA بود.
سارا کروش دونده استقامت، کیتی زافرس ورزشکار المپیکی ورزش‌های سه گانه از دیگر نمایندگان 361 درجه در آمریکا هستند.

## نگارخانه

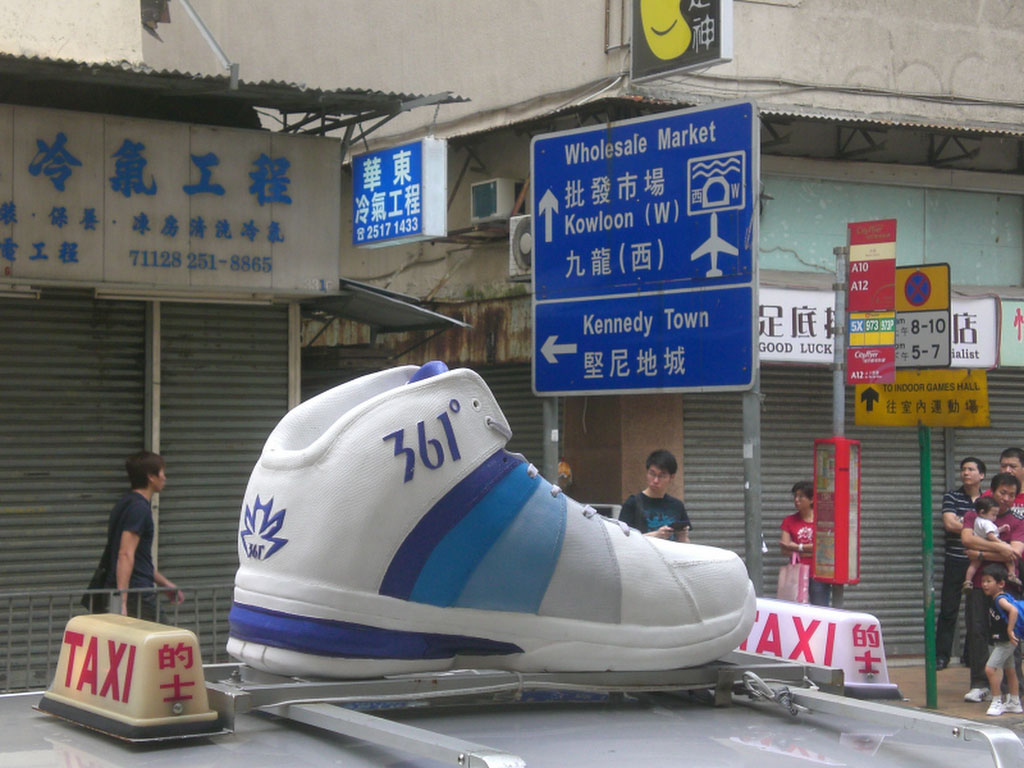
ماکت تبلیغاتی برند ۳۶۱ درجه بر روی یک تاکسی در چین